# Casper (voornaam)

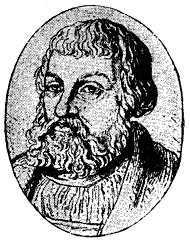
Kasper Aquila

De jongensnaam Casper of Kasper is afgeleid van de naam Caspar of Gaspar. De betekenis is onzeker, de naam wordt wel verklaard uit het Perzische kandschwar dat "schatbewaarder" betekent. Ook Jasper en Jasperina zijn hiervan afgeleid. De vrouwelijke versie is Casperina.
Caspar wordt in de achtste eeuw in een legende als een van de drie Wijzen uit het Oosten genoemd, samen met Balthasar en Melchior.

## Enkele naamdragers
- Casper Albers
- Casper Bouman
- Casper Labuschagne
- Casper Andries Lingbeek
- Casper van Bohemen
- Casper Van Dien
- Kasper Hämäläinen
- Kaspar Hauser
- Kasper van Kooten
- Kasper Lorentzen
- Caspar Schoppe
- Casper het vriendelijke spookje, strippersonage
- Casper van de strip Casper en Hobbes